# Protapanteles guyanensis
Protapanteles guyanensis är en stekelart som först beskrevs av Cameron 1911.  Protapanteles guyanensis ingår i släktet Protapanteles och familjen bracksteklar. Inga underarter finns listade i Catalogue of Life.